# Mohab Ishak
Mohab Mohymen Ishak Ahmad El Kordy (en arabe : مهاب مهيمن إسحق أحمد الكردى), né le 21 mars 1997 à Gizeh, est un plongeur égyptien.

## Carrière
Il est médaillé d'argent en plongeon par équipe mixte aux Jeux olympiques de la jeunesse de 2014 à Nankin.
Il remporte la médaille d'or en tremplin à 3 mètres et en tremplin synchronisé à 3 mètres avec Youssef Selim ainsi que la médaille d'argent en haut-vol à 10 mètres lors des Championnats d'Afrique de plongeon 2019 à Durban.